# Bogdan Bladowski
Bogdan Bladowski (ur. 22 listopada 1928 w Kaliszu) – doktor nauk prawnych, sędzia Sądu Najwyższego w stanie spoczynku, procesualista; autor kilkuset publikacji z zakresu prawa i postępowania cywilnego, społecznik, wieloletni prezes stowarzyszenia Klub Kaliszan w Warszawie.

## Życiorys
W 1949 złożył egzamin dojrzałości w I Liceum Ogólnokształcącym im. Adama Asnyka w Kaliszu. 

### Kariera prawnicza
W 1952 r. ukończył studia prawnicze na Wydziale Prawa Uniwersytetu Poznańskiego. W tym samym roku został mianowany aplikantem sądowym w okręgu Sądu Wojewódzkiego w Poznaniu, z przydziałem do Sądu Powiatowego w Kaliszu. Jako sędzia Sądu Powiatowego w Kaliszu sprawował funkcję przewodniczącego Wydziału Cywilnego. Od czerwca 1967 r. był sędzią Sądu Wojewódzkiego w Poznaniu z przydziałem służbowym do Ośrodka Zamiejscowego tego Sądu w Kaliszu, a od 1975 r. wiceprezesem Sądu Wojewódzkiego w Kaliszu. W 1973 r. został doktorem nauk prawnych. W 1981 r. objął obowiązki sędziego Sądu Najwyższego – Izba Cywilna. Po przejściu na emeryturę w 1991 r. praktykował w Warszawie jako adwokat. Od 1 stycznia 1998 r. jest sędzią Sądu Najwyższego w stanie spoczynku.

### Działalność społeczna
W Kaliszu działał społecznie w Zrzeszeniu Prawników Polskich, Towarzystwie Wiedzy Powszechnej i Polskim Towarzystwie Historycznym. Był przewodniczącym Oddziału Miejskiego, później Wojewódzkiego Społecznego Komitetu Przeciwalkoholowego. Jest Honorowym Prezesem Stowarzyszenia Wychowanków Gimnazjum i Liceum im. Adama Asnyka w Kaliszu.
Był prezesem Koła Zrzeszenia Prawników Polskich przy warszawskich sądach, członkiem władz Oddziału Zrzeszenia Prawników Polskich w Warszawie, prezesem Zarządu Głównego Społecznego Komitetu Przeciwalkoholowego. Od początku istnienia jest prezesem Klubu Kaliszan w Warszawie.

### Życie prywatne
Żonaty z Alicją Anną, z małżeństwa pochodzi dwójka dzieci: Ewa i Jacek (zm. 2022).

## Wybrane publikacje naukowe[7]
- Zażalenie w postępowaniu cywilnym, Wydawnictwo Prawnicze, Warszawa 1975; Kantor Wydawniczy Zakamycze, Kraków 1997, 1998; Wolters Kluwer Polska, Warszawa 2005, 2006, 2013, ISBN 978-83-264-4435-7.
- Przesłanki dopuszczalności rewizji cywilnej, Wydawnictwo Prawnicze, Warszawa 1982, ISBN 83-219-0155-7.
- Metodyka pracy sędziego w sprawach cywilnych, Wydawnictwo Prawnicze, Warszawa 1987, 1993; Kantor Wydawniczy Zakamycze, Kraków 1995, 1999; Wolters Kluwer Polska, Warszawa 2006, 2013, ISBN 978-83-264-4059-5.
- Czynności sądowe w sprawach cywilnych. Wzory i komentarz. Cz. 1: Proces 1991, Wydawnictwo Prawnicze, Warszawa 1991, ISBN 83-219-0583-8.
- Czynności sądowe w sprawach cywilnych. Wzory i komentarz. Cz. 2: Postępowanie nieprocesowe i egzekucyjne, Wydawnictwo Prawnicze, Warszawa 1992, ISBN 83-219-0601-X.
- Nowy system odwoławczy w postępowaniu cywilnym, Zach. Centrum Organizacji, Zielona Góra 1996, ISBN 83-86262-39-7.
- Sędzia cywilista: rola i zadania, metodyka pracy, wzory czynności z komentarzem, Kantor Wydawniczy Zakamycze, Kraków 2000, ISBN 83-88114-79-4.
- Środki odwoławcze w postępowaniu cywilnym, Kantor Wydawniczy Zakamycze, Kraków 2001, 2006; Wolters Kluwer Polska, Warszawa 2013, ISBN 978-83-264-4219-3.
- Pisma sądowe w sprawach cywilnych, Kantor Wydawniczy Zakamycze, Kraków 2006; Wolters Kluwer Polska, Warszawa 2012, ISBN 978-83-264-3816-5.

## Wybrane książki popularnonaukowe[8]
- Alimenty (współautor z Alfred Gola), Wydawnictwo Prawnicze, Warszawa 1986, ISBN 83-219-0340-1.
- Darowizna, Wydawnictwo Prawnicze, Warszawa 1988, ISBN 83-219-0412-2.
- Obowiązek alimentacyjny (współautor z Alfred Gola), Wydawnictwo Prawnicze, Warszawa 1983, ISBN 83-213-0222-X.
- Posiadanie i jego ochrona (współautor z Alfred Gola), Wydawnictwo Prawnicze, Warszawa 1987, ISBN 83-219-0368-1.
- Pożyczka. Kredyt. Użyczenie (współautor z Alfred Gola), Wydawnictwo Prawnicze, Warszawa 1985, ISBN 83-219-0301-0.
- Rozwód a mieszkanie (współautor z Alfred Gola), Wydawnictwo Prawnicze, Warszawa 1982, ISBN 83-219-0342-8.
- Służebności gruntowe i osobiste (współautor z Alfred Gola), Wydawnictwo Prawnicze, Warszawa 1988, ISBN 83-219-0410-6.
- Spory sąsiedzkie właścicieli nieruchomości (współautor z Alfred Gola), Wydawnictwo Prawnicze, Warszawa 1983, ISBN 83-219-0232-4.
- Szkoda i odszkodowanie (współautor z Alfred Gola), Wydawnictwo Prawnicze, Warszawa 1984, ISBN 83-219-0262-6.
- Ubezwłasnowolnienie; Opieka i kuratela (współautor z Alfred Gola), Wydawnictwo Prawnicze, Warszawa 1989, ISBN 83-219-0443-2.
- Umowa o dzieło i umowa zlecenia, Wydawnictwo Prawnicze, Warszawa 1987, ISBN 83-219-0384-3.

## Odznaczenia państwowe
- Srebrny Krzyż Zasługi – 1969
- Złoty Krzyż Zasługi – 1973
- Krzyż Kawalerski Orderu Odrodzenia Polski – 1983
- Krzyż Oficerski Orderu Odrodzenia Polski „za wybitne zasługi dla wymiaru sprawiedliwości” – 2004

## Wyróżnienia honorowe
- Honorowy Obywatel Miasta Kalisza – 1980
- Miano Przyjaciela Kalisza – 1981
- Honorowy Prezes Stowarzyszenia b. Wychowanków Gimnazjum i Liceum im. Adama Asnyka w Kaliszu – 1985
- Dyplom Jubileuszowy 25 lat Towarzystwa Miłośników Kalisza – 2001
- Dyplom Jubileuszowy 50 lat Klubu Oficerów Rezerwy Ligi Obrony Kraju w Kaliszu – 2007
- Dyplom uznania Marszałka Województwa Mazowieckiego za działalność społeczną – 2014